# Stanisław Śladkowski
Stanisław Śladkowski – polski lekkoatleta, specjalizujący się w biegach sprinterskich.

## Osiągnięcia
- Mistrzostwa Polski seniorów w lekkoatletyce (2 medale)[1]
  - Łódź 1945
    - złoty medal w sztafecie 4 × 100 m
    - brązowy medal w biegu na 200 m